# Pico da Mostarda
O Pico da Mostarda é uma elevação portuguesa localizada no concelho da Lagoa, ilha de São Miguel, arquipélago dos Açores.
Este acidente geológico tem o seu ponto mais elevado a 235 metros de altitude acima do nível do mar e encontra-se nas proximidades do Pico da Água.